# Каинская Заимка
Каинская Заимка — посёлок в Новосибирском районе Новосибирской области России. Входит в состав Барышевского сельсовета.

## География
Площадь посёлка — 39 гектаров.

## Население
| 2002 | 2007 | 2010 |
| ---- | ---- | ---- |
| 279  | ↗296 | ↗303 |

## Инфраструктура
В посёлке по данным на 2007 год отсутствует социальная инфраструктура.

## Известные уроженцы
- Бамбуров, Владимир Федорович (1937—2024) — советский военачальник, генерал-майор.